# Acácio da Silva
Acácio da Silva Mora (* 2. Januar 1961 in Montalegre, Portugal) ist ein ehemaliger portugiesischer Profi-Radrennfahrer, der von 1982 bis 1994 als Berufsfahrer aktiv war.

## Sportliche Laufbahn
Während dieser Zeit gewann er sowohl Etappen bei der Tour de France, beim Giro d’Italia, der Tour de Suisse und der Tour de Romandie, dem Tirreno–Adriatico, Critérium du Dauphiné, Tour du Luxembourg sowie zahlreichen anderen Rundfahrten. Jeweils bei den Tour-de-France-Ausgaben 1987 bis 1989 gewann er eine Etappe. Nach seinem Etappensieg 1989 in Luxemburg, wo er als Kind portugiesischer Einwanderer seine Kindheit verbrachte, schrieb er portugiesische Radsportgeschichte. Als erster und bis heute einziger portugiesischer Rennfahrer trug er für vier Tage das Gelbe Trikot des Führenden im Gesamtklassement. Das gleiche Premieren-Kunststück gelang ihm im selben Jahr beim Giro d’Italia, als er sich sowohl nach der zweiten Etappe auf den Etna sowie nach der 9. Etappe nach Gubbio die Maglia Rosa überstreifen konnte. Das Jahr 1989 gilt somit als Glanzstück seiner Karriere, aber auch als eines des portugiesischen Radsports.
Beim Giro d’Italia gewann er insgesamt 5 Etappen. Neben dem Sieg 1989 schaffte er es sowohl 1985 sowie 1986 gleich zwei Etappen zu gewinnen. 1985 gewann er, damals vor allem noch als Bergfloh bekannt, als Bergpreisleader die Flachetappe von Foggia nach Matera im Massensprint und verblüffte damit nicht nur die Sprinter, sondern die gesamte Radsportwelt.
Obwohl er keine der großen Rundfahrten gewinnen konnte, schaffte er es mehrmals auf das Podest resp. in die Top Ten der bekanntesten Rundfahrten. Die Tour de Suisse beendete er mehrmals in den Top Ten und belegte 1984 den zweiten Gesamtrang. Ebenfalls den zweiten Gesamtrang belegte er 1985 im Tirreno-Adriatico und der Tour de Romandie. Den Giro d’Italia 1986 schloss er als Siebter der Gesamtwertung ab.
Acacio Da Silva galt in seiner Generation als absolutes Ausnahmetalent – herausragend am Berg und auf der Fläche. In praktisch allen Rundfahrten, die er bestritt, trug er deshalb für mindestens ein paar Tage das Trikot des Gesamtführenden, des Bergpreis- oder des Punkteleaders. 1984 und 1985 gewann der zudem die Bergwertung der Tour de Suisse, 1985 die Bergwertung der Tour de Romandie sowie 1988 die Punktewertung der Tour de Suisse und 1991 die Sprintwertung der Vuelta a España.
Aber auch in Eintagesrennen und Klassikern war er äußerst erfolgreich. 1982 bis 1984 gewann er die Kaistenberg-Rundfahrt in der Schweiz. Im Jahr 1986 gewann er sowohl die Klassik-Meisterschaft von Zürich wie auch die nationale Meisterschaft im Straßenrennen. 1984 war er Sieger der Coppa Placci, 1985 gewann er den Giro dell’Emilia sowie die Coppa Agostoni und wurde fünfter im Monument Liège-Bastogne-Liège. 1985 wiederholte er als Neunter des Monuments Liège–Bastogne–Liège das Top-Ten-Resultat und wurde zudem Vierter der Flèche Wallonne. 1986 belegte er Platz 5 und 6 in den Monumenten Giro di Lombardia und Clasica San Sebastian.
In der Jahreswertung „Super Prestige“, damals die Weltrangliste der Straßenprofis, belegte er sowohl 1985 als auch 1986 den sechsten Platz.
Acacio Da Silva gilt neben Joaquim Agostinho und Rui Costa als erfolgreichster Radsportler in der portugiesischen Geschichte. Seine Brüder José Sa Silva und Francis da Silva waren ebenfalls Radrennfahrer und starteten für Vereine in Luxemburg.

## Palmarès (Auszug)
1982
- Kaistenberg-Rundfahrt

1983
- Kaistenberg-Rundfahrt
- Tour du Limousin
- eine Etappe Luxemburg-Rundfahrt

1984
- Kaistenberg-Rundfahrt
- Coppa Placci

1985
- Coppa Agostoni
- Giro dell’Emilia
- zwei Etappen Giro d’Italia

1986
- Meisterschaft von Zürich
- Portugiesischer Meister – Straßenrennen
- zwei Etappen Giro d’Italia

1987
- Hegiberg-Rundfahrt
- eine Etappe Tour de France

1988
- Trofeo Luis Puig
- Schynberg-Rundfahrt
- eine Etappe Tour de France
- eine Etappe Tour de Suisse

1989
- eine Etappe Tour de France
- eine Etappe Giro d’Italia
- eine Etappe GP de Sintra

1990
- eine Etappe Luxemburg-Rundfahrt